# Linyphantes obscurus
Linyphantes obscurus là một loài nhện trong họ Linyphiidae.
Loài này thuộc chi Linyphantes. Linyphantes obscurus được Ralph Vary Chamberlin & Wilton Ivie miêu tả năm 1942.